# 모리 히데모토

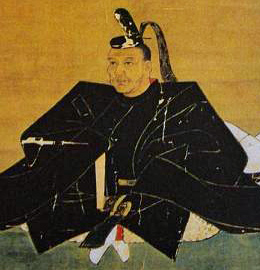
모리 히데모토

모리 히데모토(일본어: 毛利秀元 1579년 11월 25일 ~ 1650년 11월 26일)는 아즈치모모야마 시대부터 에도 시대 초기까지의 무장·다이묘이다. 나가토 조후번 초대 번주.
모리 모토나리의 4남 호이다 모토키요의 장남으로, 모친은 무라카미 미치야스(村上通康)의 딸이다. 정실은 다이젠인(大善院, 도요토미 히데요시의 양녀, 도요토미 히데나가의 친딸), 계실은 조묘인(浄明院, 도쿠가와 이에야스의 양녀, (히사마쓰)마쓰다이라 야스모토의 친딸)이다. 일시적으로 종형제 모리 데루모토의 양자로 있었다. 관위는 정3위 산기.

## 생애

### 아즈치모모야마 시대
덴쇼 7년(1579년) 음력 11월 7일, 호이다 모토키요의 장남으로서 빗추국 사루카케 성(猿掛城)에서 태어났다.
임진왜란(제2차 진주성 전투 등)과 정유재란에 참전하였다. 특히 정유재란에서는 병중인 데루모토를 대신하여 모리 군 3만을 이끌고 우군(右軍)의 총대장이 되어 전공을 세웠다.
히데모토는 늦게까지 아들을 얻지 못하고 있던 종형제 모리 데루모토의 양자로 들어가 모리 가문의 후계자 되었으나, 분로쿠 4년(1595년)에 데루모토가 아들 쇼주마루(松寿丸)를 얻자 가독 상속을 고사하였다. 게이초 4년(1599년)에 히데모토는 독립 다이묘로서 별가를 창설하여, 데루모토에게 스오·나가토 양국에 20만석의 영지를 분할받았다.

### 세키가하라 전투
세키가하라 전투 당시, 모리 가문의 운영은 모리 히데모토와 깃카와 히로이에(吉川広家)가 맡아보고 있었다. 모리 가문은 서군에 속하였으나 당주 데루모토는 서군의 총대장으로서 오사카성에 있었기 때문에, 실제로 세키가하라로 향한 것은 이 두 사람이었다.
히로이에는 서군의 승리를 의심하고 동군에 몰래 내통하여 「모리 가문은 표면적으로는 서군이지만 전장에서는 싸우지 않고 동군에 협력하겠다. 그 대신, 동군이 승리했을 때 영지를 그대로 안도받게 해 달라」고 교섭하고 있었다. 히데모토 자신은 싸울 마음이 있었다고 하지만, 선진의 히로이에가 모리 군의 진격로를 막고 버티는 바람에 출진하지 못하고 있었다. 그때, 모리 군의 뒤에 포진하고 있던 조소카베 모리치카(長宗我部盛親) 등이 재차 출진을 재촉하자, 이에 당황한 히데모토는 궁한 나머지 "지금 병사들이 도시락을 먹고 있다."고 대답하며 시간을 벌었다(재상님의 빈 도시락(宰相殿の空弁当)). 몇 번에 걸친 출진 요청에도 모리 군세가 계속 방관하고 있었기 때문에 안코쿠지(安国寺)・조소카베(長宗我部)・나쓰카(長束) 등 난구 산(南宮山)에 진을 치고 있던 다른 부대들은 히데모토가 동군과 내통하고 있는 것은 아닌지라는 의심에 사로잡혀, 섣불리 움직잊 못하고 자신들도 방관할 수 밖에 없게 되었다. 전투 초기에는 서군이 약간 우세한 상황에 있었으나, 난구산의 군세가 움직이지 않는데다 설상가상으로 마쓰오 산(松尾山)의 고바야카와 히데아키(小早川秀秋)가 배반하여 순식간에 상황이 역전되었다. 곧 서군의 패색이 짙어지자 히데모토와 히로이에 등은 싸우지 않고 전장에서 이탈하였으나 동군의 추격을 받게 된다.
전투 뒤, 오사카 성으로 퇴각한 히데모토는 다치바나 무네시게(立花宗茂)와 함께 철저 항전을 주장하지만, 데루모토는 이에 응하지 않고 성을 나와 퇴각하고 말았다. 한편, 히데모토는 개전 당시에 데루모토가 오사카 성에 입성하는 것에 대하여 간하고 있어서, 처음부터 철저항전파는 아니었던 것으로 여겨진다.

### 에도 시대
세키가하라 전투의 전후 처리가 끝난 뒤, 히데모토는 데루모토에게 나가토국 안에 6만석의 영지를 받아 조후번(長府藩)의 초대 번주가 되었다. 또한, 본가의 어린 후계자 히데나리의 후견을 맡아서 데루모토를 대신하여 조슈번의 정무를 총괄하였다. 계실로 도쿠가와 이에야스의 양녀를 맞아 들이고, 또한 오사카의 진(大坂の陣)에도 참전하는 등, 도쿠가와 막부로부터 신뢰를 얻는 데 진력하였다. 번주 히데나리의 대리로서 막부와의 절충을 담당하기도 했다.
만년에는 에도에 살면서 3대 쇼군 도쿠가와 이에미쓰(徳川家光)의 오토기슈(御咄衆, 자문관)이 되었다. 간에이 7년(1630년)경부터 모리 종가의 당주 히데나리와의 사이에 알력이 생기기 시작한다. 불화는 갈수록 심해져서, 히데모토는 노중(老中) 나가이 나오마사(永井尚政)에게 타진하여 모리 본가와는 별개로 주인장(朱印状)을 받거나, 간에이 11년(1634년)에는 에도 성의 토목 공사 담당 부분을 거들어 달라는 요청을 거절하는 등, 당주 히데나리에게 반항적인 행동을 보인다. 종국에는 데루모토의 차남으로 히데나리의 동생인 모리 나리타카(毛利就隆)가 죠슈 번에서 독립을 획책하자, 히데모토는 나리타카와 막부와의 중재를 받아들이기까지 하였다. 종가를 가벼이 여기는 히데모토의 행태에 격노한 히데나리는 히데모토를 처벌하려고 하였으나, 히데모토는 자문관으로서 쇼군 이에미쓰와 친밀한 관계였기 때문에 철주를 가하는 것이 쉽지 않았다.
게이안 3년(1650년) 윤 10월 3일, 히데모토는 에도에서 사망하였다. 향년 72세.

## 인물
- 강단있는 무장으로 지략에도 뛰어났다고 한다. 22세의 젊은 나이에 모리 가문의 총대장으로서 세키가하라 전투에 1만 5천의 군세를 이끌고 참전했던 것이 그 사실을 증명한다. 그러나 실전 경험이 적어서, 숙련된 장수였던 사촌 형 깃카와 히로이에의 내통을 간파하지 못하였다.
- 완력이 강해서 바둑판 위에 사람을 세우고 그것을 양손으로 들어 올렸다는 일화가 남아 있다.
- 세키가하라 전투 뒤에는 조후 번주면서도, 본가의 집정으로서 그 능력을 유감없이 발휘하였다. 37만 석이었던 하기 번의 지행을 실고 57만 석까지 끌어올리는 게 가능했던 것은, 히데모토와 마스다 모토나가(益田元祥)의 공적이다. 단, 오사카의 진 때 도요토미 군이 승리할 것을 대비하여 도요토미 측의 호의를 얻고자 오사카성에 군자금과 병량을 지참하여 사노 미치요시(佐野道可, 본명은 나이토 모토모리(内藤元盛))를 파견한 주모자로 여겨지는데, 이는 결과적으로 세키가하라에서의 깃카와 히로이에와 같은 행위(기회주의적 태도)를 한 셈이다.
- 삼촌 고바야카와 다카카게(小早川隆景)는 히데모토를 기량이 우수하고, 조부 모토나리를 닮았다고 평가했다.
- 에도 시대, 에도 성에 출사할 때 도시락으로 연어 회를 가지고 갔는데, 연어 같은 「비싸고 보기 힘든 귀한 생선」을 갖고 온 것에 샘이 난 다른 다이묘들이 히데모토에게 몰려들어서 거의 다 빼앗겨 버렸다는 일화가 있다.

## 같이 보기
- 모리씨 (오에씨)
- 모리 료센

| 전임 (호이다 모토키요) | 제1대 조후 모리가 당주 1585년 ~ 1650년 | 후임 모리 미쓰히로 |

|  | 제1대 조후번 번주 (조후 모리가) 1600년 ~ 1650년 | 후임 모리 미쓰히로 |